# ویچیتا فالز (تگزاس)
ویچیتا فالز (به انگلیسی: Wichita Falls) شهری است در شمال ایالت تگزاس.